# Val-Brillant
Val-Brillant är en kommun i provinsen Québec i Kanada. Den ligger i regionen Bas-Saint-Laurent, i den östra delen av landet, 700 km nordost om huvudstaden Ottawa. Kommunen bildades 1986 genom sammanslagning av bykommunen med samma namn och kommunen Saint-Pierre-du-Lac.